# 1133

## Události
- založen rakouský cisterciácký klášter Heiligenkreuz
- založen německý cisterciácký klášter Waldsassen
- započata stavba Exeterské katedrály
- dokončena stavba Durhamské katedrály

## Narození
- 5. března – Jindřich II. Plantagenet, anglický král († 6. července 1189)
- 13. května – Hónen, japonský buddhistický mnich († 29. února 1212)
- ? – Urraca Kastilská, navarrská královna († 1179)
- ? – Sigurd II. Norský, norský král († 10. června 1155)

## Úmrtí
- ? – Klementina Burgundská, hraběnka z Lovaně, flanderská a vévodkyně dolnolotrinská (* 1078)

## Hlavy států
- České knížectví – Soběslav I.
- Svatá říše římská – Lothar III.
- Papež – Inocenc II. (protipapež: Anaklet II.)
- Anglické království – Jindřich I. Anglický
- Francouzské království – Ludvík VI. Francouzský
- Polské knížectví – Boleslav III. Křivoústý
- Uherské království – Béla II. Uherský
- Kastilské království – Alfonso VII. Císař
- Byzantská říše – Jan II. Komnenos